# Koncert Live 8 w Filadelfii
Koncert Live 8 w Filadelfii był jednym z koncertów z serii Live 8 organizowanych na całym świecie dnia 2 lipca 2005 roku. Rozpoczął się o godzinie 16:00 UTC w Muzeum Sztuki w Filadelfii, w Stanach Zjednoczonych, a  zakończył o 22:00.

## Prowadzący
- Will Smith
- Salma Hayek
- Natalie Portman
- Chris Tucker
- Jennifer Connelly
- Jimmy Smits
- Richard Gere
- Sean "P. Diddy" Combs
- Kami, postać z afrykańskiej wersji Ulicy Sezamkowej zarażona wirusem HIV

## Artyści
- Kaiser Chiefs - "I Predict A Riot", "Everyday I Love You Less and Less", "Oh My God"
- The Black Eyed Peas - "Where is the Love?", "Let's Get It Started", "Don't Phunk With My Heart", "Get Up, Stand Up"
- Bon Jovi - "Livin' on a Prayer", "Have a Nice Day", "It's My Life"
- Destiny's Child - "Survivor", "Say My Name", "Girl", "I'll Take You There"
- Kanye West - "Diamonds (From Sierra Leone)", "All Falls Down", "Jesus Walks"
- Will Smith i DJ Jazzy Jeff - "The Champ Is Here/Whose House", "Gettin' Jiggy Wit It", "Switch", "Fresh Prince of Bel-Air", "Summertime"
- Toby Keith - "Beer For My Horses", "Whiskey Girl", "Stays In Mexico"
- Dave Matthews Band - "Don't Drink the Water", "Dream Girl", "American Baby", "Anyone Seen the Bridge?", "Too Much"
- Alicia Keys - "For All We Know"
- Def Leppard - "Pour Some Sugar On Me", No Matter What", "Rock Of Ages"
- Linkin Park - "Crawling", "Somewhere I Belong", "Breaking The Habit", "In The End"
- Linkin Park i Jay-Z - "Public Service Announcement (Interlude)", "Dirt Off Your Shoulder/Lying From You", "Big Pimpin'/Papercut", "Jigga What/Faint", "Numb / Encore"
- Sarah McLachlan - "Fallen", "World On Fire", "Angel"
- Maroon 5 - "Harder To Breathe", "This Love", "She Will Be Loved", "Rockin' In The Free World"
- Jars of Clay - "Show Your Love", "Flood"
- Rob Thomas - "Something To Be", "Lonely No More", "3 A.M."/"The Joker", "This Is How a Heart Breaks"
- Stevie Wonder - "Master Blaster (Jammin')", "Higher Ground" (z Robem Thomas), "A Time 2 Love", "I'll Be Your Shelter In The Rain", "Signed, Sealed, Delivered I'm Yours" (z Adamem Levine z zespołu Maroon 5), "So What The Fuss", "Superstition"